# Nitrite de butyle
Le nitrite de butyle ou nitrite de n-butyle est un composé de la famille des nitrites d'alkyle, dérivé du butan-1-ol (n-butanol). Il est notamment utilisé en usage récréatif comme poppers.

## Propriétés physico-chimiques
C'est un composé facilement inflammable, dont les vapeurs forment des mélanges explosifs avec l'air. Il est moins dense que l'eau et y est faiblement soluble.

## Production et synthèse
Le nitrite de butyle peut être synthétisé par réaction entre l'acide nitreux (formé in situ  par réaction entre un nitrité métallique et un acide minéral) et le butan-1-ol.
HNO2  +  C4H9OH   → C4H9ONO  +  H2O

## Utilisation
Le nitrite de butyle est utilisé en synthèse organique, comme source en ion NO+. Il est notamment utilisé pour la synthèse du cupferron.
Le nitrite de butyle est l'un des composés utilisés comme poppers.